# Goran Suton
Goran Suton (né le 11 août 1985 à Sarajevo, Bosnie-Herzégovine, en ex-Yougoslavie), est un joueur américain d'origine bosnienne de basket-ball, jouant au poste de pivot.

## Carrière
Goran Suton est né à Sarajevo en ex-Yougoslavie d'un père croate, Miroslav et d'une mère serbe, Živana, ayant grandi en Bosnie-Herzégovine. Lors de la guerre de Bosnie-Herzégovine, la famille fuit en Serbie pour échapper au nettoyage ethnique,. Sa famille émigre aux États-Unis, intégrant les rangs du lycée à Lansing, dans le Michigan. Goran Suton obtient la nationalité américaine en 2006.
Il rejoint ensuite l'université d'État du Michigan et l'équipe des Spartans. Il est nommé dans le second cinq de la Big Ten Conference lors de la saison 2008-2009. Les Spartans participent à deux Final Four basket-ball NCAA en 2005 et 2009.
Goran Suton est choisi au 50e rang par le Jazz de l'Utah lors de la draft 2009. L'entraîneur Jerry Sloan se sépare de Suton lors de la présaison le 21 octobre 2009. Il signe alors un contrat au Spartak Saint-Pétersbourg le 2 novembre 2009. Pour la saison 2010-2011, il rejoint le club italien de Biella.
Lors de la saison 2014-2015, Suton est nommé meilleur joueur de la Liga lors de la 30e journée, ex æquo avec Luka Bogdanović.